# (9463) Criscione
(9463) Criscione es un asteroide que forma parte del cinturón de asteroides y fue descubierto el 20 de abril de 1998 por el equipo del Lincoln Near-Earth Asteroid Research desde el Laboratorio Lincoln, Socorro, Nuevo México.

## Designación y nombre
Criscione se designó inicialmente como 1998 HW38.
Posteriormente, en 2012, fue nombrado por Lisa Marie Criscione (n. 1998) quien fue finalista del Broadcom MASTERS 2012, un concurso de matemáticas y ciencias para estudiantes de secundaria, por su proyecto de ciencias físicas. Asiste a la Academia Incarnate Word en Parma Heights, Ohio.

## Características orbitales
Criscione orbita a una distancia media de 2,948 ua del Sol, pudiendo acercarse hasta 2,794 ua y alejarse hasta 3,102 ua. Tiene una inclinación orbital de 0,843 grados y una excentricidad de 0,052. Emplea 1848,82 días en completar una órbita alrededor del Sol. 
Los próximos acercamientos a la órbita de Júpiter ocurrirán el 11 de mayo de 2072, el 17 de septiembre de 2107 y el 24 de enero de 2143.
Pertenece a la familia de asteroides de (158) Koronis.

## Características físicas
La magnitud absoluta de Criscione es 14,33. Tiene 4,957 km de diámetro y su albedo se estima en 0,181.